# 新油麻地公眾貨物裝卸區

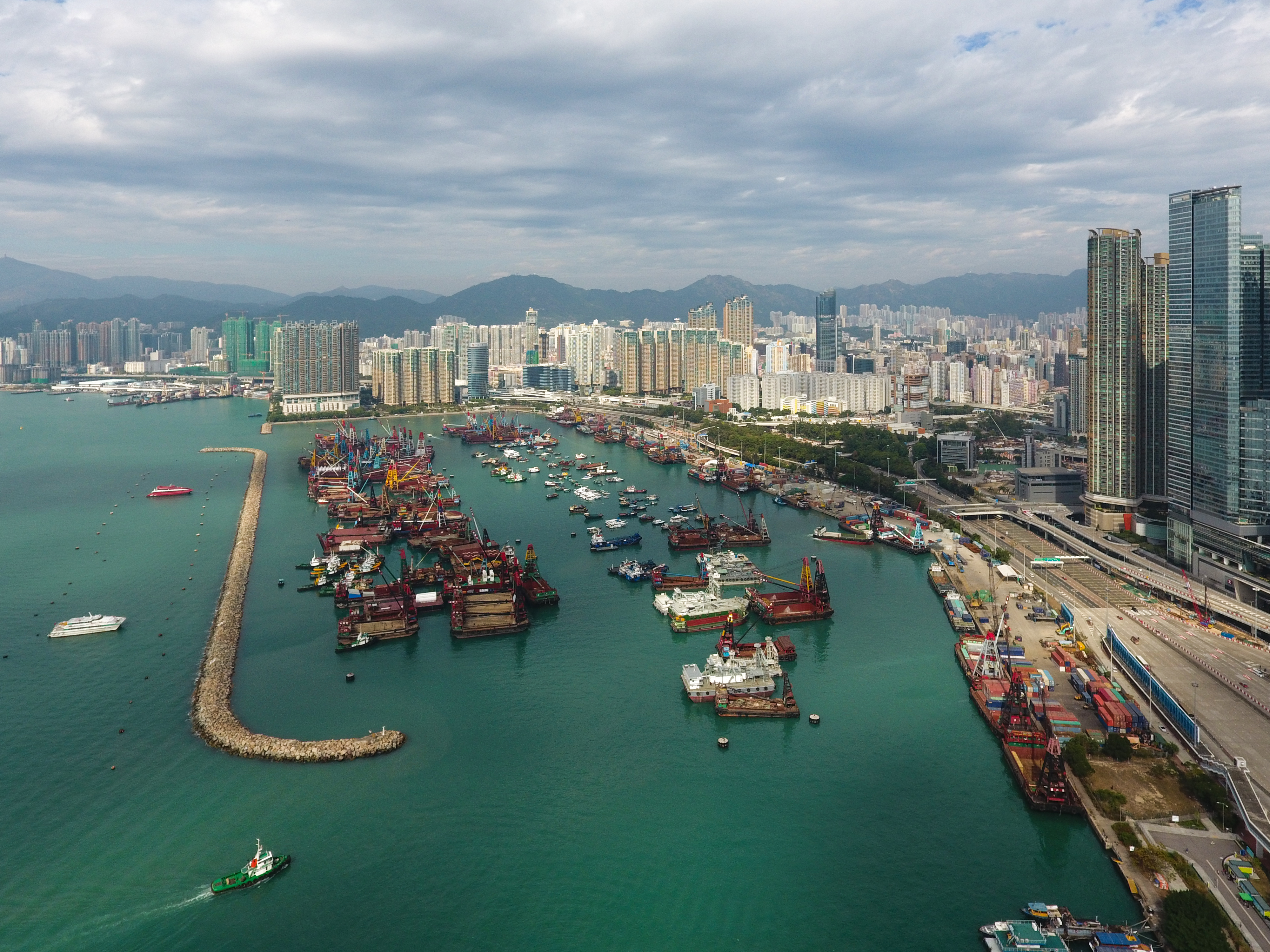
航拍新油麻地公眾貨物裝卸區（2017年）

新油麻地公眾貨物裝卸區（英語：New Yau Ma Tei Public Cargo Working Area，簡稱新油麻地貨物裝卸區）是香港一個公眾貨物裝卸區，位於九龍大角咀海輝道38號的海旁，鄰近油麻地之西北部，臨近維多利亞港。
新油麻地公眾貨物裝卸區於1995年7月啟用，位處新油麻地避風塘旁，取代因西九龍填海工程而變成陸地的舊油麻地公眾貨物裝卸區。新油麻地公眾貨物裝卸區的面積為6.78公頃，長約1,230米。